# Team Bridgestone Cycling
Team Bridgestone Cycling is een Japanse continentale wielerploeg die werd opgericht in 2008 en die deelneemt aan wedstrijden in het kader van de UCI Asia Tour. Deze ploeg moet niet verward worden met de voormalige Bridgestone Anchor-wielerploeg die van 2003 tot 2005 eveneens actief was in Japan.
Anno 2024 zijn alle renners Japans en rijden al minimaal twee seizoenen bij de ploeg.

## Renners in 2024
| Naam                  | Geboortedatum | Nationaliteit | Ploeg 2023 |
| --------------------- | ------------- | ------------- | ---------- |
| Eiya Hashimoto        | 15-12-1993    | Japan         |            |
| Shunsuke Imamura      | 14-02-1998    | Japan         |            |
| Shouki Kawano         | 26-03-2000    | Japan         |            |
| Naoki Kojima          | 01-11-2000    | Japan         |            |
| Kazushige Kuboki      | 06-06-1989    | Japan         |            |
| Shoi Matsuda          | 13-09-1999    | Japan         |            |
| Katsuya Okamoto       | 10-06-2002    | Japan         |            |
| Suguru Tokuda         | 31-05-1994    | Japan         |            |
| Tetsuo Yamamoto       | 17-03-2000    | Japan         |            |
| Toransosuke Yamashita | 17-10-2003    | Japan         |            |